# Alfred Brehm
Alfred Edmund Brehm (2 de febrero de 1829, Unterrenthendorf, hoy Renthendorf-11 de noviembre de 1884, ibidem) fue un zoólogo y escritor alemán, hijo de Christian Ludwig Brehm.
Gracias a su libro Brehms Tierleben su nombre se convirtió en sinónimo de literatura sobre zoología.

## Vida
Vivió en una pequeña ciudad de Thuringia, hijo del ministro Christian Ludwig Brehm y su segunda esposa Bertha.
Christian Ludwig Brehm se hizo un renombre como ornitólogo por publicaciones y una extensa colección de aves embalsamadas, de más de 9000 especímenes de las aves de Europa. Los estudios del padre en zoología lo interesaron, aunque al principio quería ser arquitecto.
En 1844 comienza a estudiar con un constructor en Altenburgo. Y continua sus estudios hasta septiembre de 1846, cuando va a Dresde a estudiar arquitectura; sin embargo se detiene luego de dos semestres debido a que Johann Wilhelm von Müller, un muy conocido ornitólogo, estaba necesitando compañeros para armar una expedición al África. Brehm se les une el 31 de mayo de 1847 como secretario y asistente de von Müller.
La expedición toca Egipto, Sudán, península de Sinaí; y los descubrimientos fueron muy importantes que, solo con 20 años, era nombrado miembro de la Academia Germana de Científicos Naturalistas Leopoldina.
Luego de su retorno, en 1853 estudia ciencias naturales en la Universidad de Jena. Como su hermano Reinhold, es activo en la asociación de estudiantes de Sajonia Jena; y en la expedición a África del Norte, recibe el apodo Faraón de ese cuerpo.
Se gradúa tras cuatro semestres en 1855 y en 1856 se va dos años de exploración a España con su hermano Reinhold.
Cuando vuelve a Leipzig es un escritor freelance y pública muchas popularizaciones científicas para Die Gartenlaube y otras revistas.
En 1860 toma parte de una expedición a Noruega y Laponia.
En mayo de 1861 Brehm se casa con su prima Mathilde Reiz, teniendo cinco hijos.
En 1862 acepta la invitación de Ernesto II de Sajonia-Coburgo-Gotha para acompañarlo en un viaje a Abisinia.
Además, Brehm viaja a África, Escandinavia, Siberia.
Sus ensayos y reportes expedicionarios del mundo animal eran bien recibidos por los burgueses; por esto, es comisionado por el editor del Bibliographisches Institut, Herrmann Julius Meyer, para escribir una gran obra multivolumen de animales. Y fue el Brehms Tierleben ( Vida de Animales de Brehm.)

## Obra
- Reiseskizzen aus Nordost-Afrikaoder den unter egyptischer Herrschaft stehenden Ländern, Égypten, Nubien, Sennahr, Rosseeres und Kordofahn, gesammelt auf seinen in den Jahren 1847 bis 1852 unternommenen Reisen, 1853

- Reiseskizzen aus Nordamerika, 1855

- Das Leben der Tiere: Die Vögel, 1861, 2.ª ed. 1868

- Ergebnisse einer Reise nach Habesch, im Gefolge…  O. Meissner, Hamburgo, 1863

- Die Thiere des Waldes geschildert von A. E. Brehm und E. A. Rossmässler…  C.F. Winter, Leipzig & Heidelberg, 186, dos vols. Con Emil Adolf Roßmäßler, 1863–67

- Illustrirtes Thierleben. Eine allgemeine Kunde des Thierreichs, 6 vols. 1864–1869, en temas posteriores como Brehms Tierleben

- Gefangene Vögel. Ein Hand- und Lehrbuch für Liebhaber und Pfleger einheimischer und fremdländischer Käfigvögel, 1872, con muchos científicos

- Reise zu den Kirgisen. Aus dem Sibirientagebuch 1876, 1982

## Las traducidas al francés
Collection : Merveilles de la nature. L'homme et les animaux, J.B. Baillière et fils, Paris
- Les Mammifères ed. franc. por Z. Gerbe

- Les Oiseaux ed. franc. por Z. Gerbe

- Les Reptiles et les Batraciens, 1889 ed. franc. por H.-E. Sauvage

- Les Poissons et les Crustacés ed. franc. : peces, por H.-E. Sauvage, crustáceos, por J. Künckel d'Herculais

- Les Insectes, les Myriapodes, les Arachnides et les Crustacés, 1882 ed. franc. por J. Künckel d'Herculais

- Les Vers, les Mollusques, les Échinodermes, les Zoophytes, les Protozoaires et les Animaux des grandes profondeurs, 1884 ed. franc. por A. T. de Rochebrune

## Abreviatura (zoología)
La abreviatura A.E.Brehm  se emplea para indicar a Alfred Brehm como autoridad en la descripción y taxonomía en zoología.

## Literatura
- Hans-Dietrich Haemmerlein. Der Sohn des Vogelpastors. Evangelische Verlagsanstalt, Berlín 1985

- Otto Kleinschmidt: Aus A. E. Brehms Tagebüchern. (= Die Neue Brehm-Bücherei 28) 3.ª ed. Westarp Wissenschaften, Hohenwarsleben 2002, ISBN 3-89432-521-6

- Otto Kleinschmidt. Der Zauber von Brehms Tierleben. (= Die Neue Brehm-Bücherei 20) 3.ª ed. Westarp Wissenschaften, Hohenwarsleben 2002, ISBN 3-89432-515-1

- Carl w. Neumann: Brehms Leben. Severus Verlag, Hamburg 2011, ISBN 978-3-86347-202-3

## Película documental
- Alfred Brehm - Der Tiervater aus Thüringen. TV-Dokumentation von Lew Hohmann in der Reihe Geschichte Mitteldeutschlands. Deutschland 2007 (MDR Fernsehen), 45 min.